# María de la Cruz
Pour les articles homonymes, voir De la Cruz.
María de la Cruz, née le 18 septembre 1912 à Chimbarongo (Chili) et morte le 1er septembre 1995 à Santiago (Chili), est une féministe, journaliste, écrivaine et femme politique chilienne. En 1953, elle devient la première femme élue au Sénat chilien.

## Biographie

### Origines, études et vie professionnelle
Fille de Marco Aurelio de la Cruz et d'Edicia Toledo, elle étudie au Colegio Rosa de Santiago Concha et au Liceo N°5 de Santiago. Dès son plus jeune âge, elle écrit des articles et des poèmes. En 1940, elle publie un livre de poèmes (Transparencias de un Alma) et, en 1942, un court roman (Alba de Oro). Elle travaille au magazine Luz y sombra, consacré à mettre en lumière la condition des personnes aveugles. Elle est aussi journaliste radio sur la station Nuevo Mundo, où son émission quotidienne María de la Cruz habla obtient un grand succès.

### Le Parti des femmes et le Sénat
Via son travail journalistique, elle s'intéresse à l'émancipation politique des femmes et notamment à leur lutte pour obtenir le droit de vote. En 1946, elle accompagne le mouvement suffragiste, né au Chili en 1913, et crée le Parti des femmes chiliennes (es). Cette formation n'a pas d'orientation idéologique définie et il suffit d'être une femme pour le rejoindre. María de la Cruz déclare ainsi : « Nous ne sommes ni à gauche ni à droite. Les hommes sont divisés par l'idée, nous sommes unies par le sentiment ». Influencé par le péronisme argentin, le parti organise des forums, des rassemblements publics et des activités de propagande. Rapidement, il recrute des adhérentes parmi les femmes des classes moyennes et populaires. À son apogée, il compte 27 000 membres. Couvrant plusieurs thématiques liées aux droits des femmes, il étudie la législation les concernant, vient en aide aux familles démunies, fonde un cabinet juridique et essaie d'améliorer la condition des ouvrières.
En 1949, le président Gabriel González Videla signe la loi accordant le droit de vote aux femmes pour toutes les élections (c'était déjà le cas pour les scrutins municipaux depuis 1932, sous conditions de ressource et de niveau scolaire). Le parti entame alors une phase de déclin, sa principale revendication ayant été satisfaite. En 1950, María de la Cruz présente sa candidature pour un siège sénatorial mais échoue, malgré le soutien de l'ancien président Carlos Ibáñez del Campo.
Durant la campagne présidentielle de 1952, elle soutient activement Carlos Ibáñez del Campo. Après l'avoir emporté, ce dernier lui propose de devenir ministre de l'Éducation, poste qu'elle refuse et qui reviendra à María Teresa del Canto, également membre du Parti des femmes.
Carlos Ibáñez del Campo soutient María de la Cruz pour lui succéder au Sénat, poste qu'il avait quitté après son accession à la présidence du Chili. Elle obtient également le soutien du Parti démocratique du Chili, du Mouvement national indépendant, de l'Organisation des femmes indépendantes, du Mouvement national Ibañista et de sa propre formation, le Parti des femmes. Elle est élue le 4 janvier 1953 et devient la première sénatrice de l'histoire du Chili. Elle l'emporte avec 107 585 voix contre 68 350 et 32 941 à ses deux adversaires. À noter qu'en 1951, Inés Enríquez Frödden avait été la première députée de l'histoire chilienne.
Son mandat commence le 13 février de la même année mais sa carrière politique sera de courte durée. Son talent oratoire lui attire en effet beaucoup de méfiance et d'hostilité. Par ailleurs, trois femmes l'accusent d'être impliquée dans une affaire de contrebande de montres avec l'Argentine. Le 4 août, elle est inculpée et déchue de son mandat pour « abus de sa position à des fins personnelles », malgré l'opposition des autorités sénatoriales à cette décision. Finalement, l'affaire décroit en intensité et rien ne fut prouvé contre elle. Ces accusations auraient été formulées pour l'obliger à quitter son mandat parlementaire.

### Après le Sénat
Le scandale affecte le Parti des femmes, qui disparaît en 1954. Il s'agit du dernier parti strictement féminin de l'histoire du Chili.
Pour l'élection présidentielle de 1958, elle soutient Jorge Alessandri Rodríguez, qui est élu, et pour celle de 1964 Jorge Prat (en), qui retire finalement sa candidature pendant la campagne. María de la Cruz ne réussira jamais à retrouver l'influence politique qu'elle avait auparavant. Finalement, elle rejoint le Parti national et fait partie des figures de l'opposition à Salvador Allende.
Elle continue d'animer son émission de radio jusqu'en 1978, année où elle prend sa retraite. Elle meurt à Santiago en 1995, âgée de 82 ans.